# Molophilus denticulatus
Molophilus denticulatus là một loài ruồi trong họ Limoniidae. Chúng phân bố ở miền Australasia.